# 八東村
八東村（はっとうそん）は、かつて鳥取県八頭郡にあった村。同じ鳥取県八頭郡にあった八東町とは別の自治体である。

## 歴史
- 1889年（明治22年）10月1日 - 八東郡横田村、茂田村、才代村、東村、皆原村の区域をもって発足。
- 1896年（明治29年）4月1日 - 所属郡が八頭郡に変更。
- 1916年（大正5年）4月1日 - 小畑村と合併し、改めて八東村が発足。
- 1956年（昭和31年）3月15日 - 安部村と合併し、八頭村が発足。同日八東村廃止。